# Severin Nilsson
Johan Severin Nilsson (14. ledna 1846 – 24. listopadu 1918) byl švédský malíř a fotograf. Narodil se ve městě Halland na jihu Švédska. Studoval na Královské švédské akademii umění ve Stockholmu v letech 1865–1871 a poté tři roky u Léona Bonnata v Paříži.

## Život a dílo
Severin maloval portréty, krajiny a žánrové výjevy. Byl plodným umělcem, zúčastnil se řady výstav a zanechal po sobě velké množství různorodých děl. Byl také jedním z prvních švédských dokumentárních fotografů. Inspirován Arthurem Hazeliem fotografoval žánrové studie z veřejného života, a to zejména v obci Asige v Hallandu, kde se narodil.

## Galerie maleb a fotografií

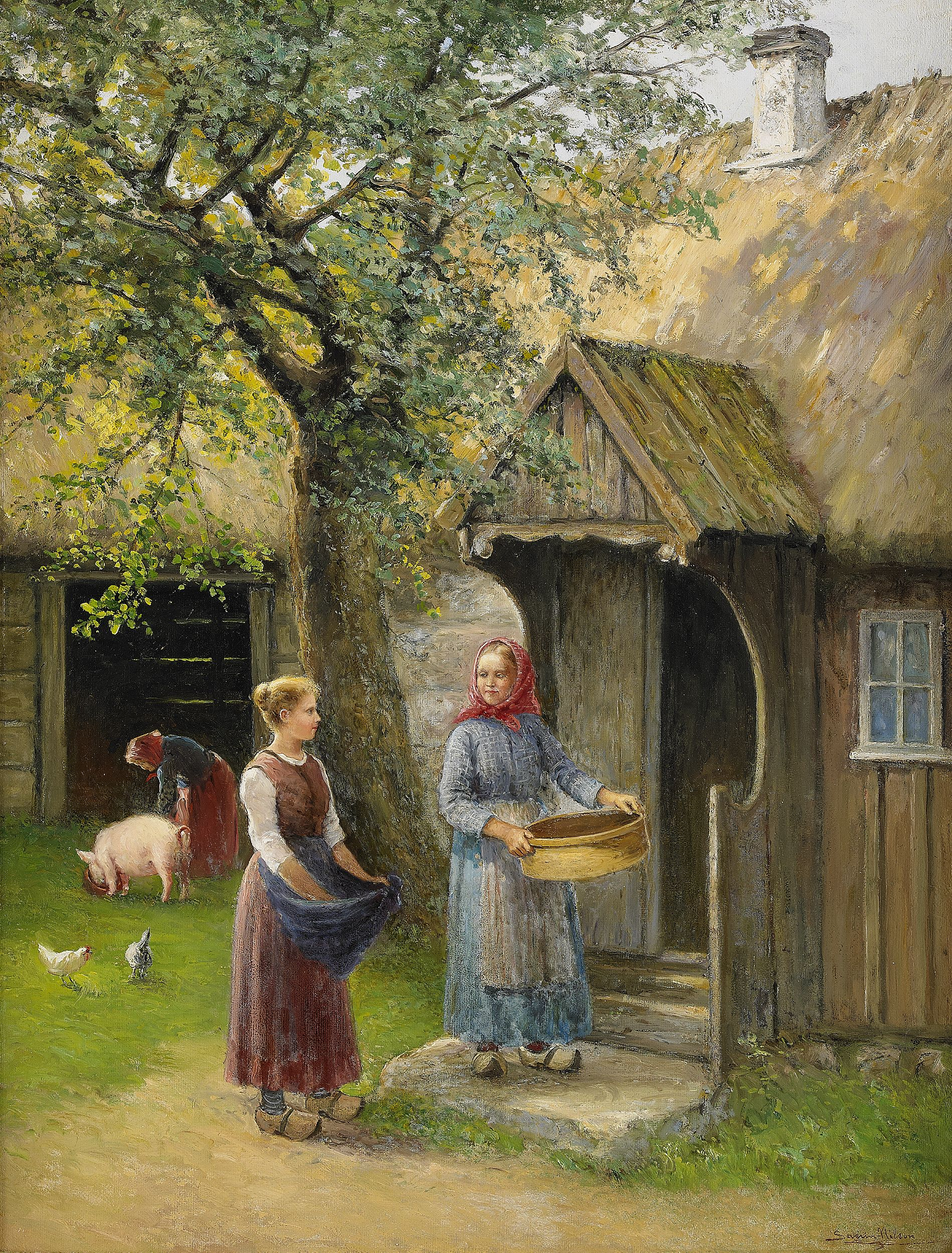
Farm Yard Idyll
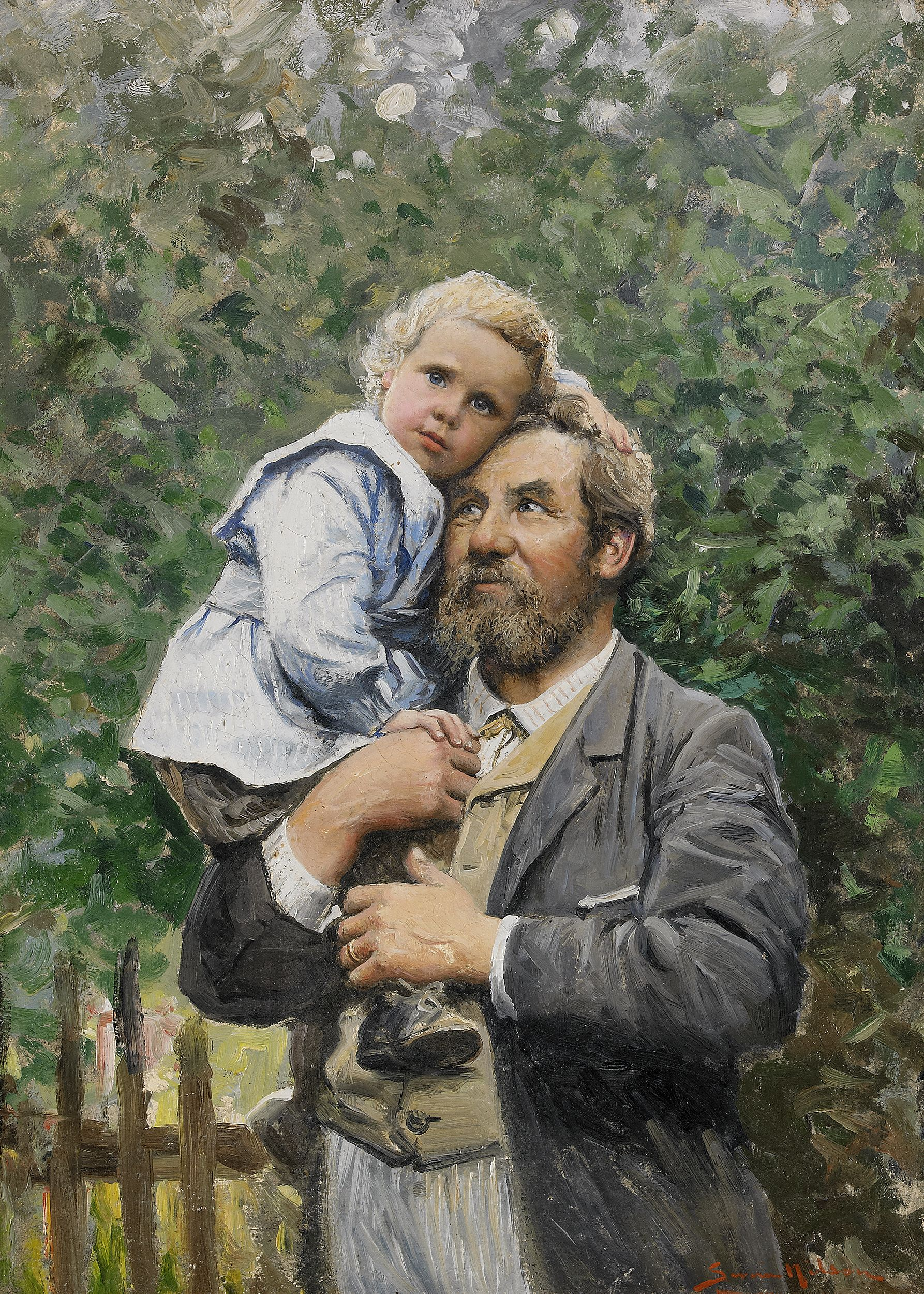
In Daddy's Arms
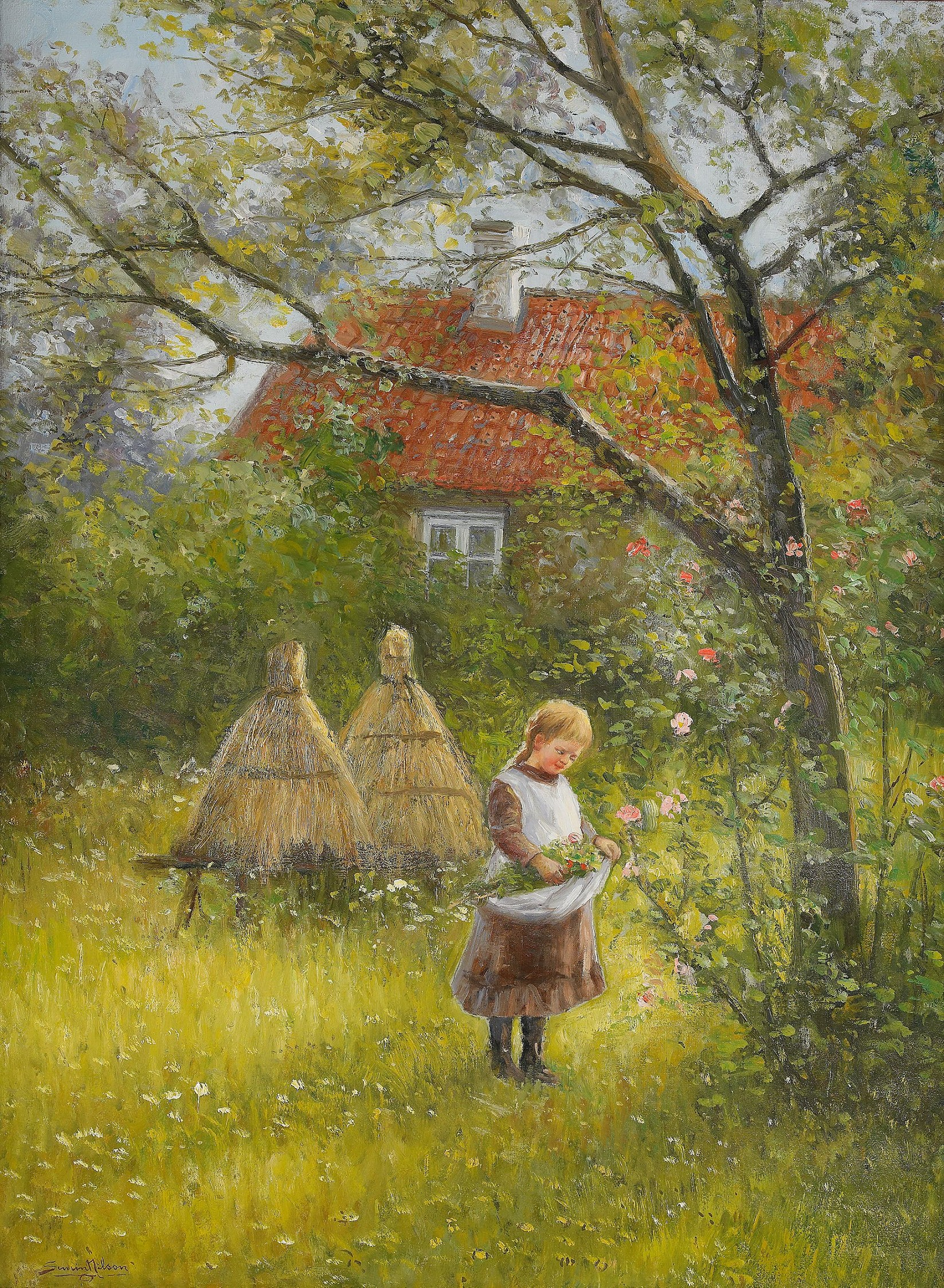
Lillan in the Garden
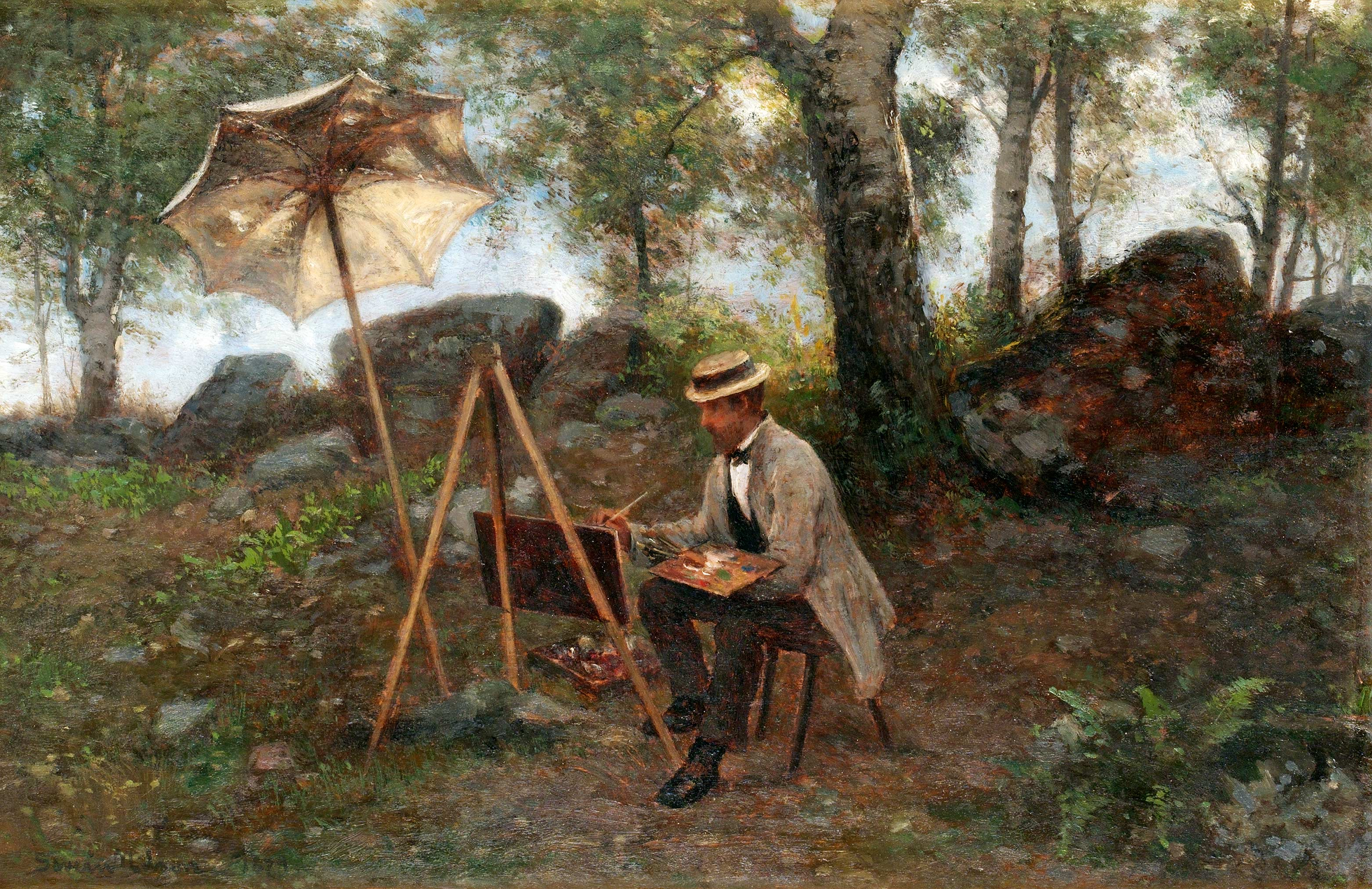
The open-air Painter
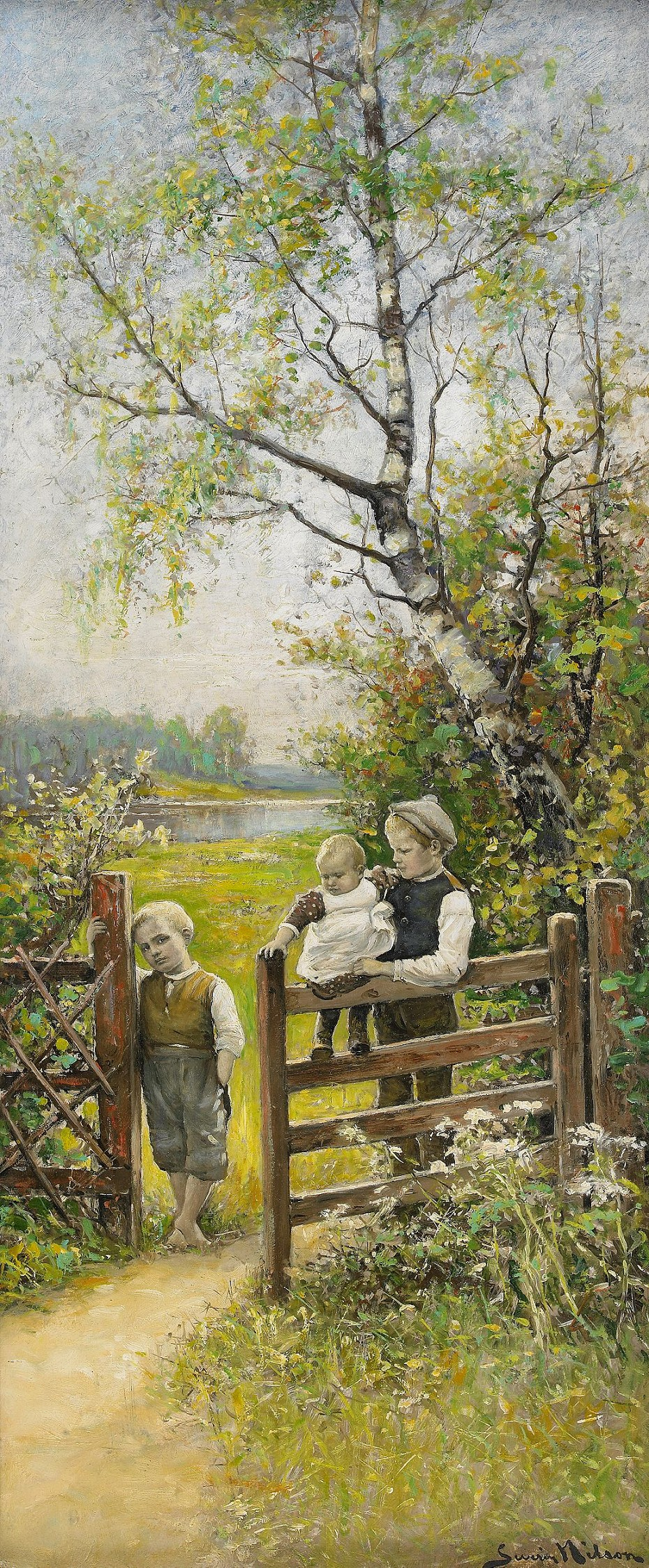
Summer Landscape with Children
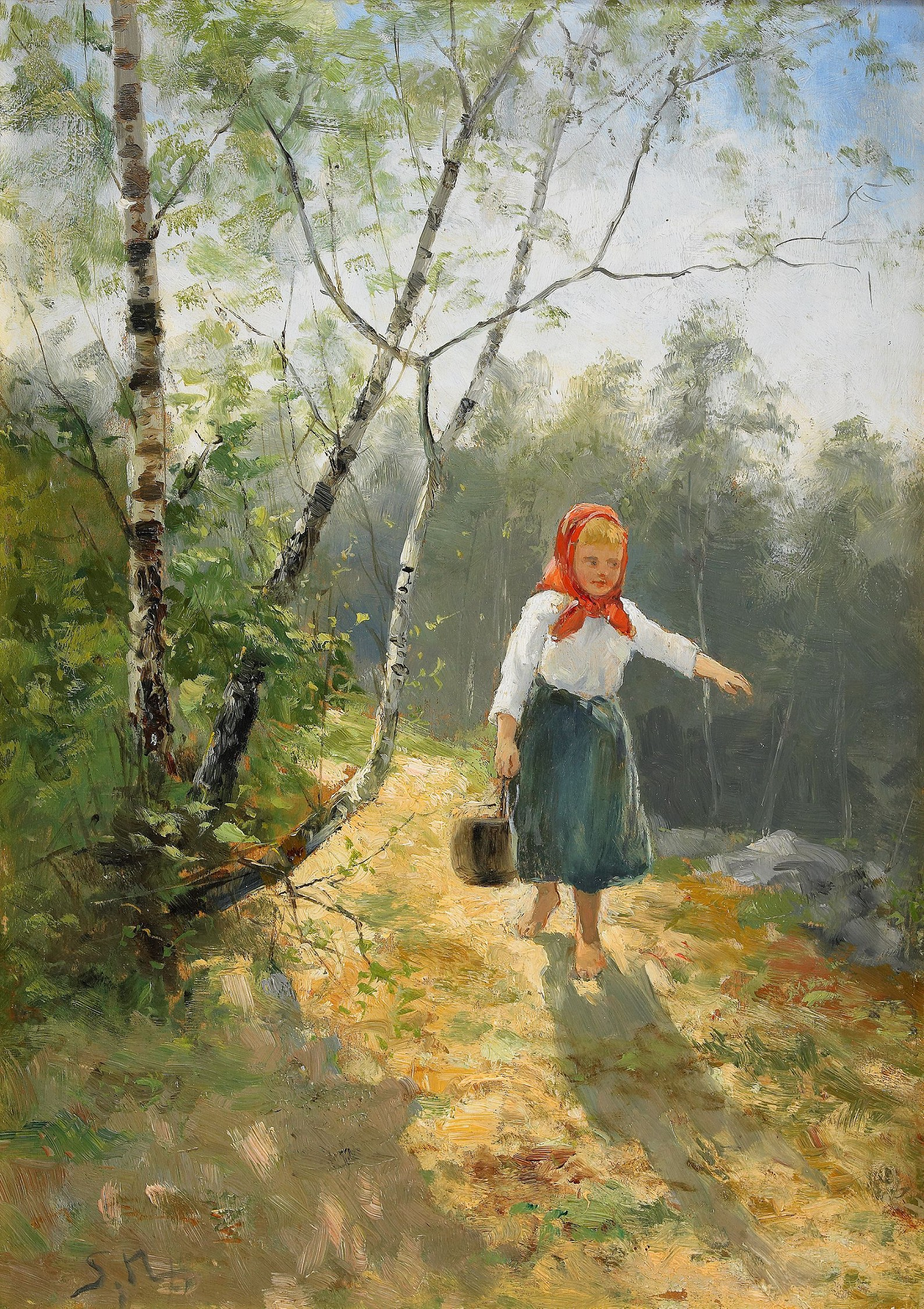
Little Halland Girl
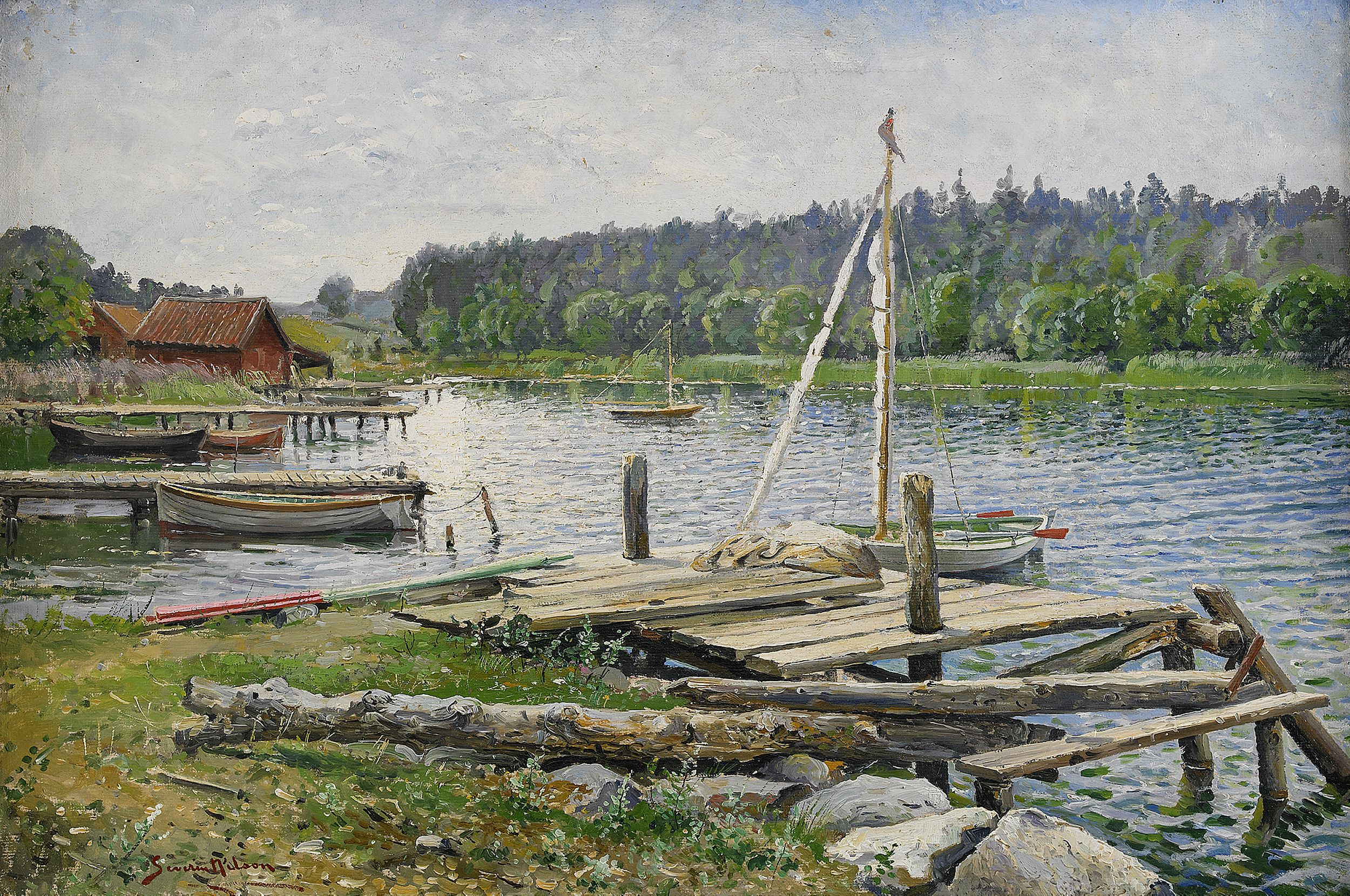
Picture from the Archipelago
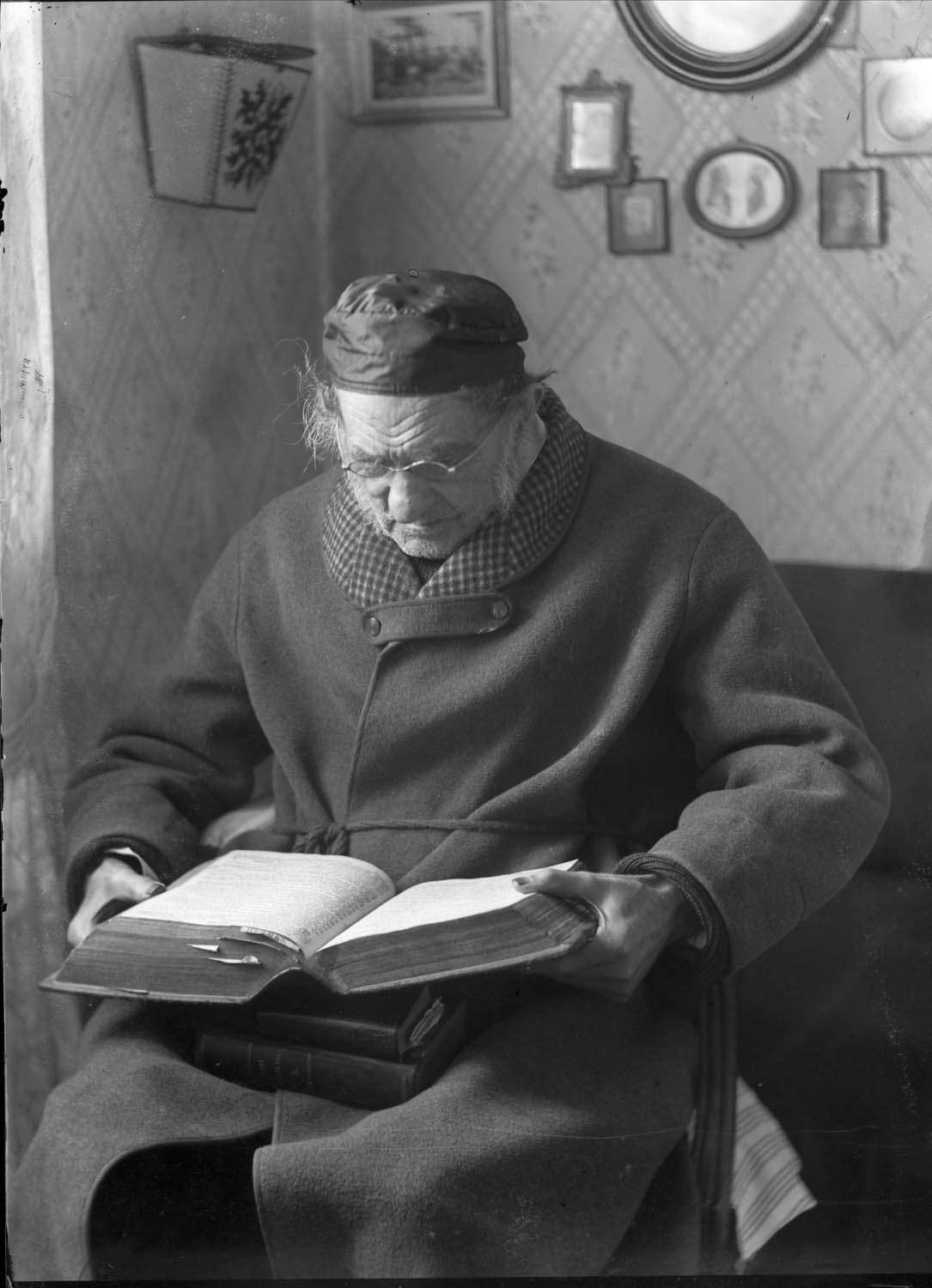
Sedící starý muž čte knihu, asi 1880-1910
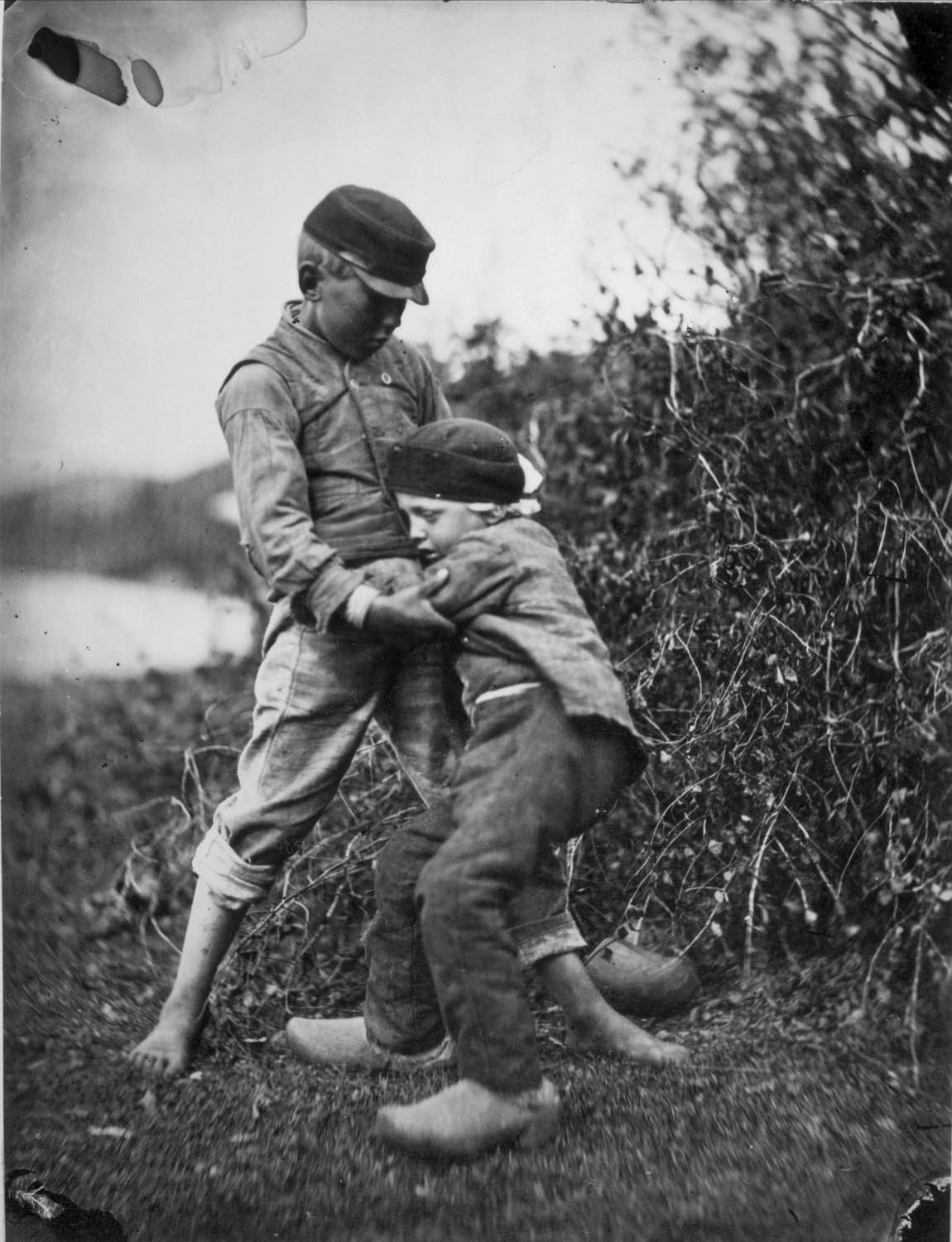
Dva chlapci se perou, asi 1880-1910
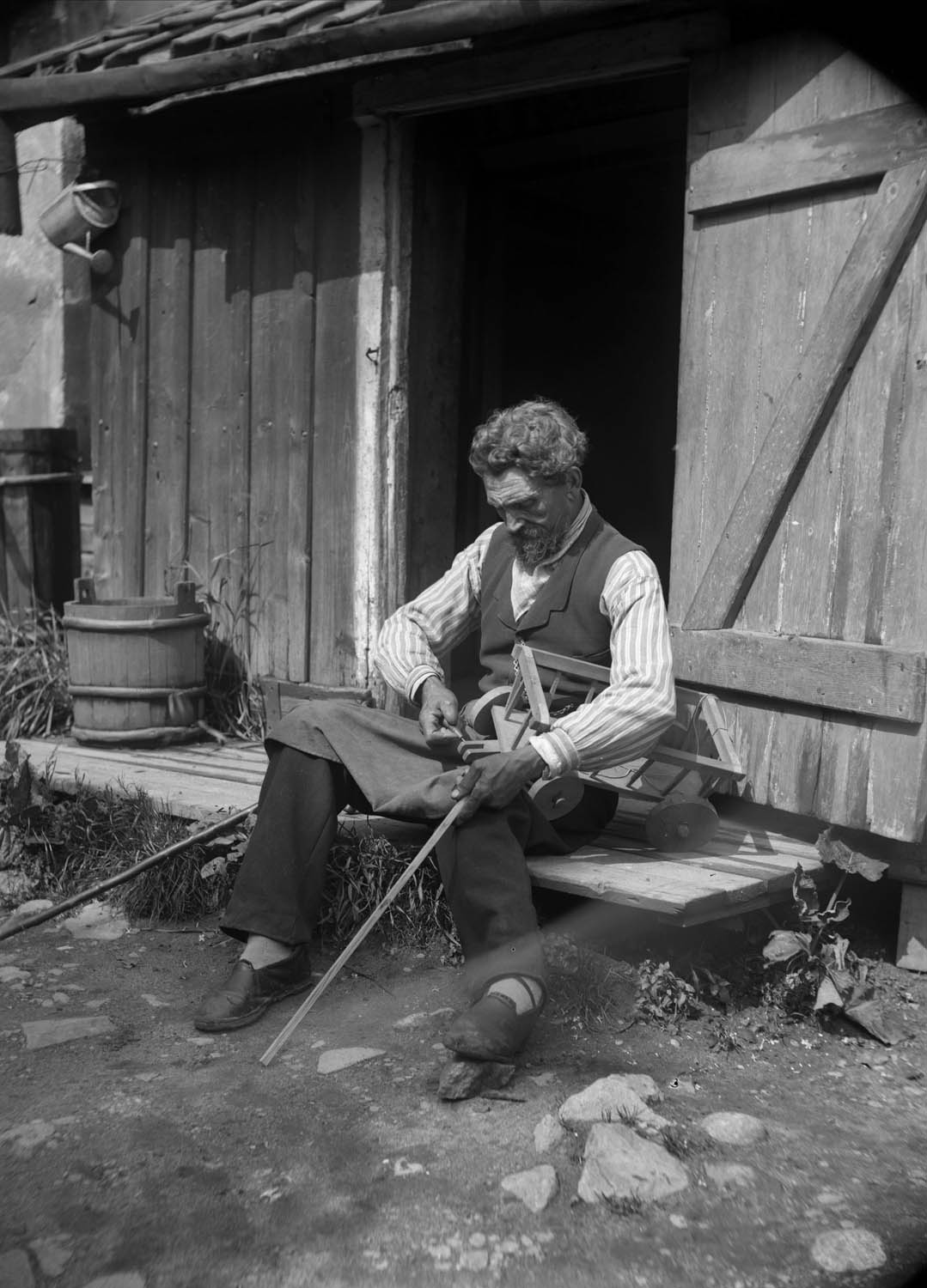
Muž vyřezává hračku, asi 1880-1910
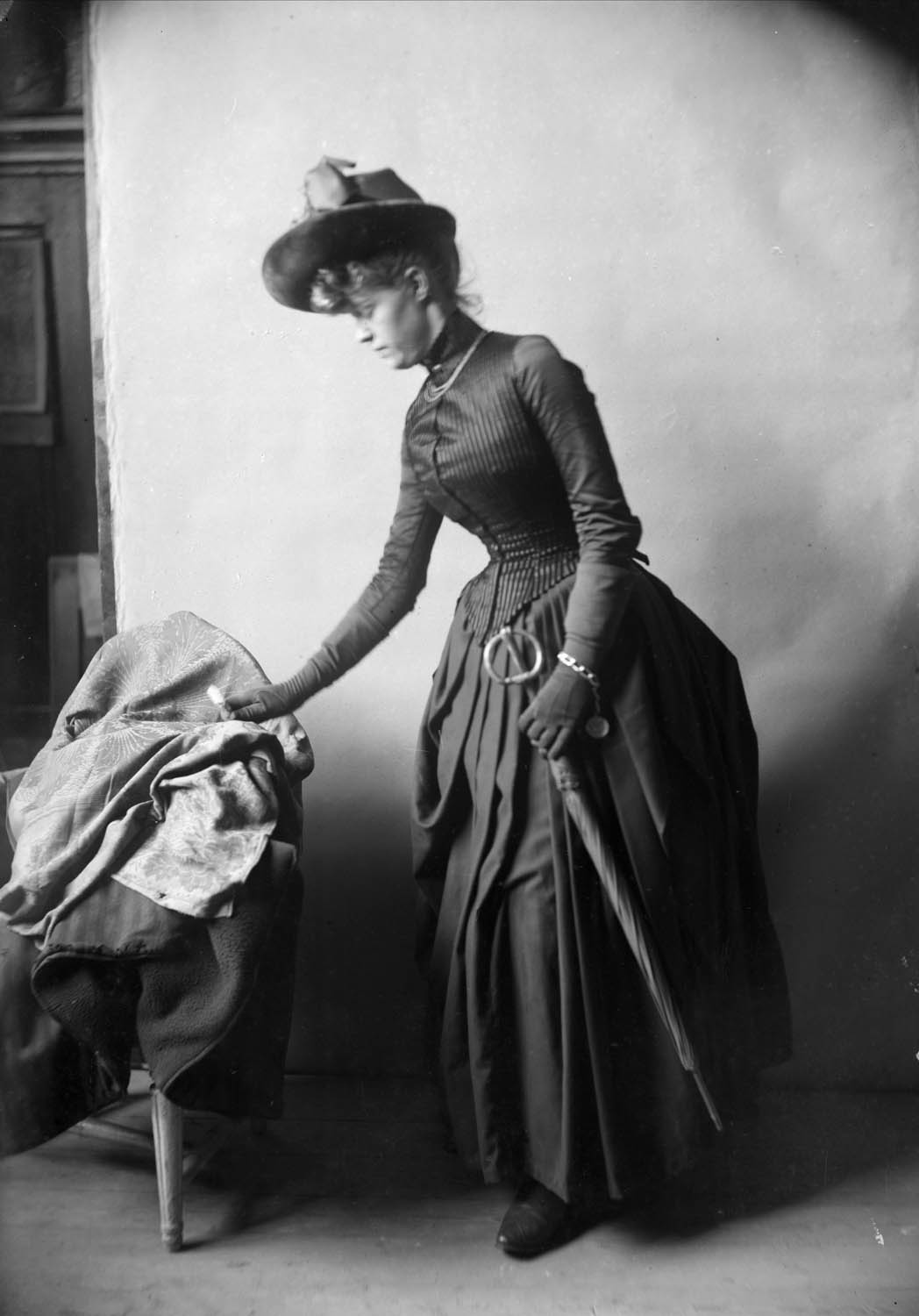
Žena Severina Nilsona Rosalie Platzman-Eberstein, elegantně oblečená ve fotografickém studiu, slouží jako model pro obraz, kde bude pozadí nahrazeno přírodou se stromy a horami, asi 1875-1900
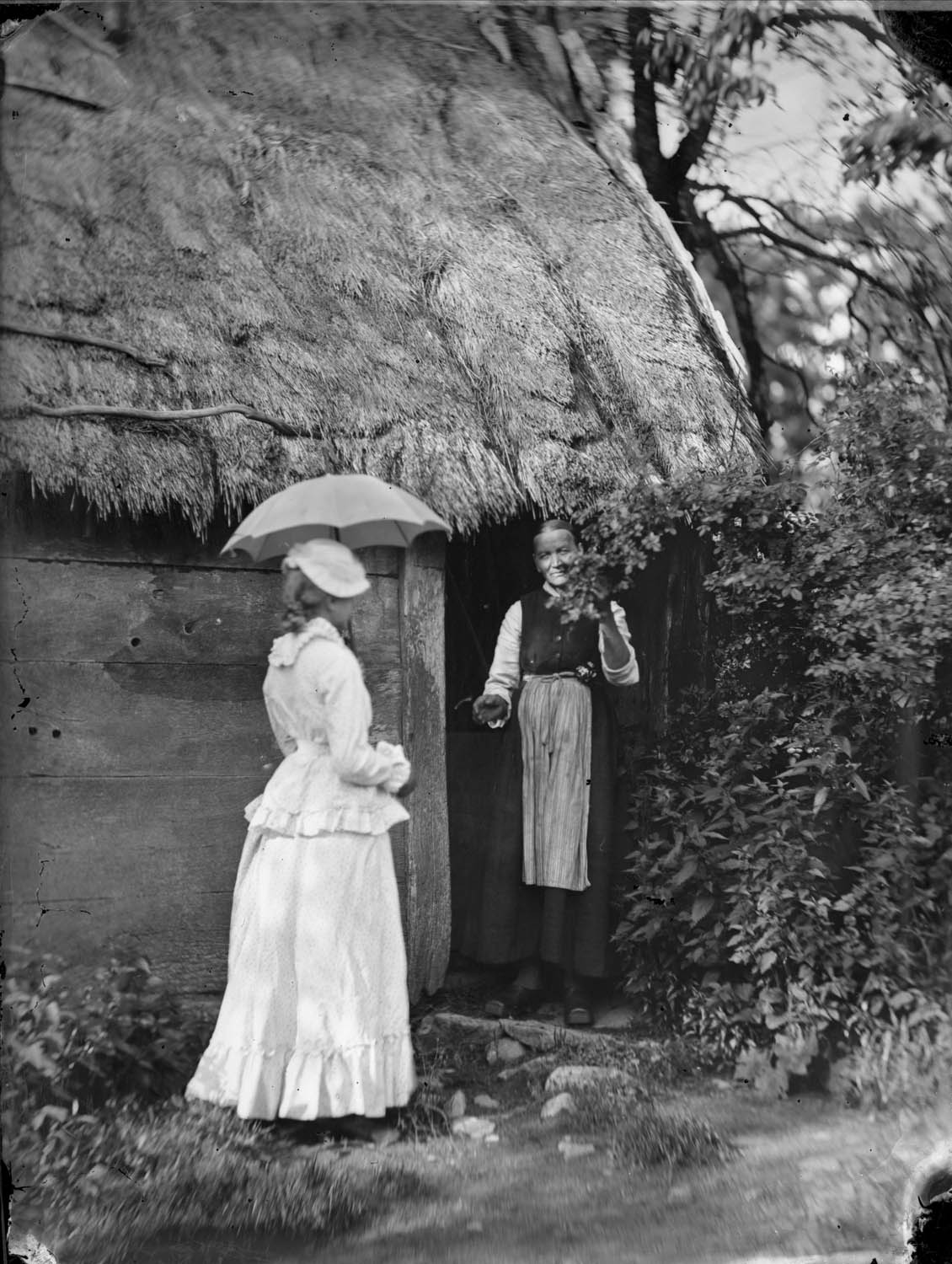
Starší žena stojící ve dveřích do domu mluví s elegantně oblečenou dámou s deštníkem, Halland, pravděpodobně předloha obrazu, asi 1880-1910
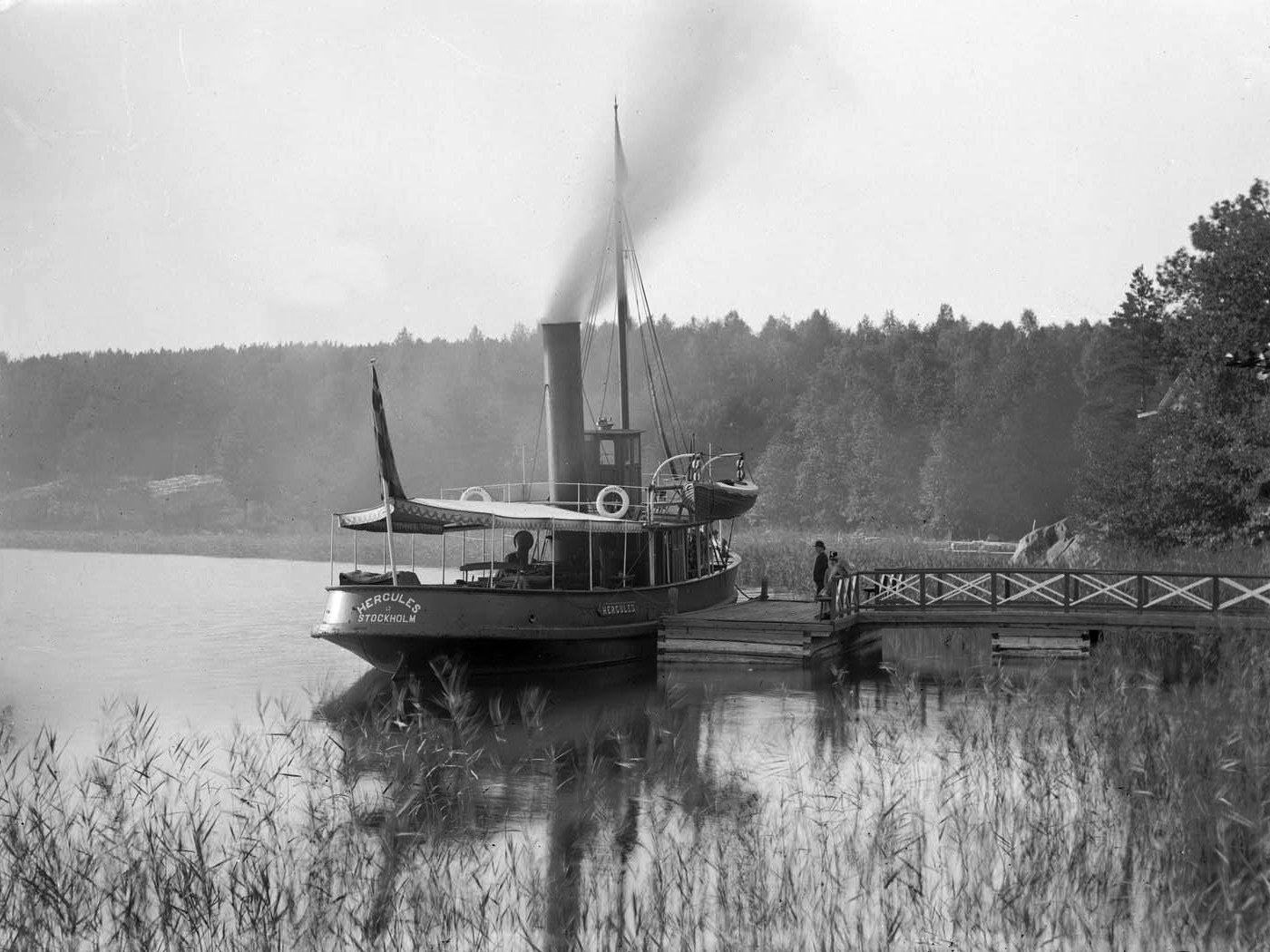
Přívoz Hercules, Stockholm
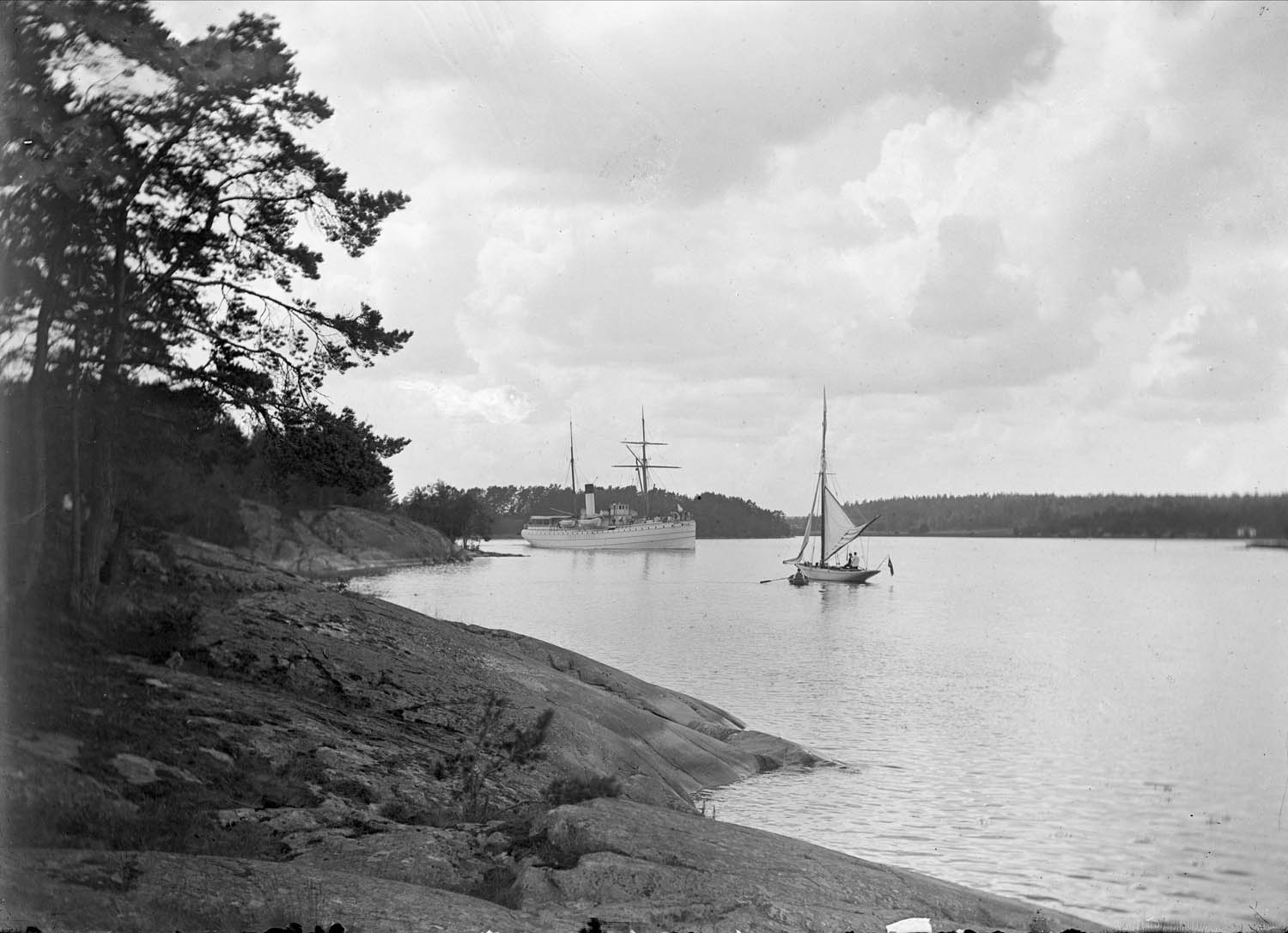
Setkání parníku s malou plachetnicí, Stockholm
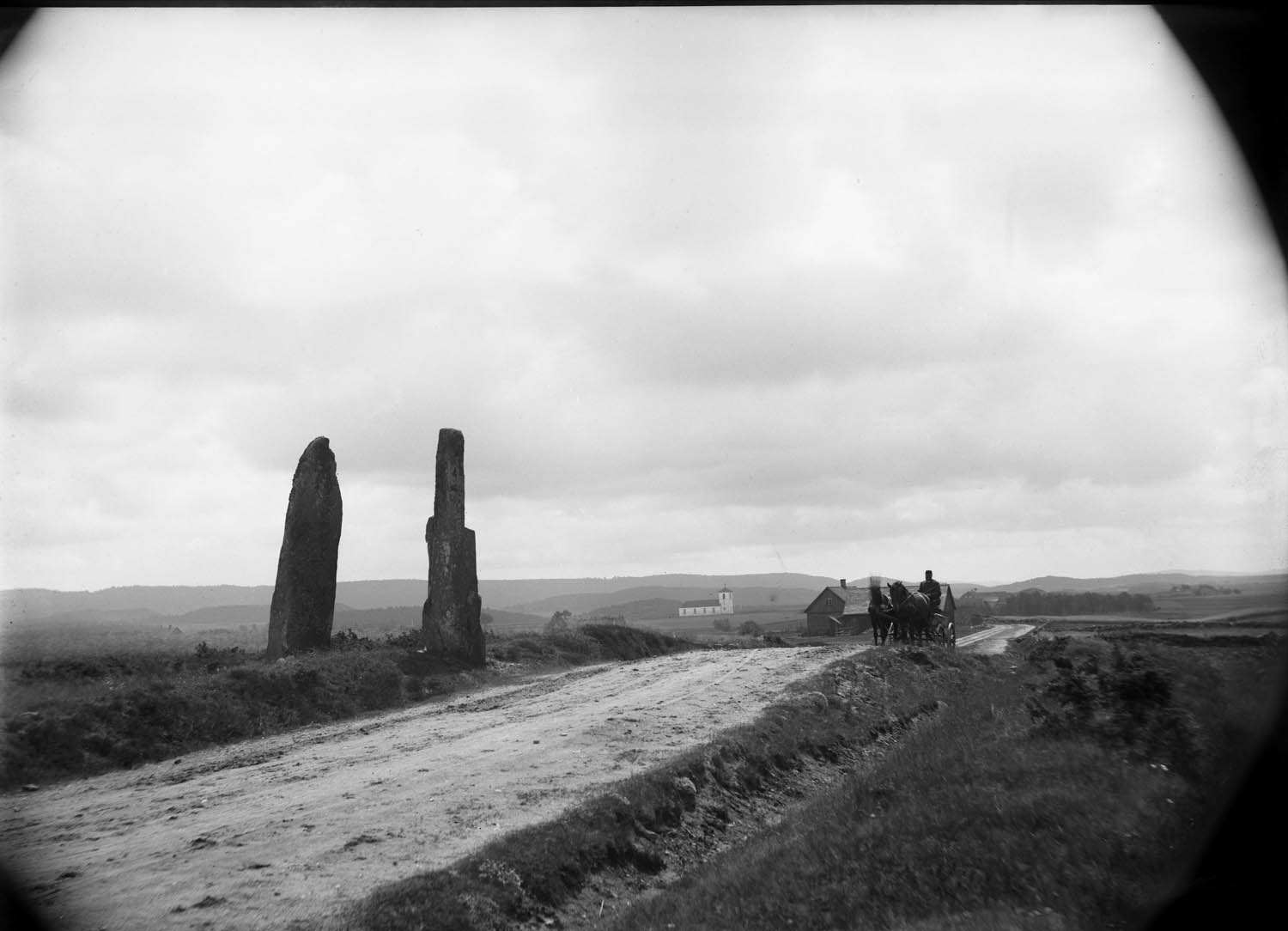
Halland, Årstads hd, Asige, Švédsko
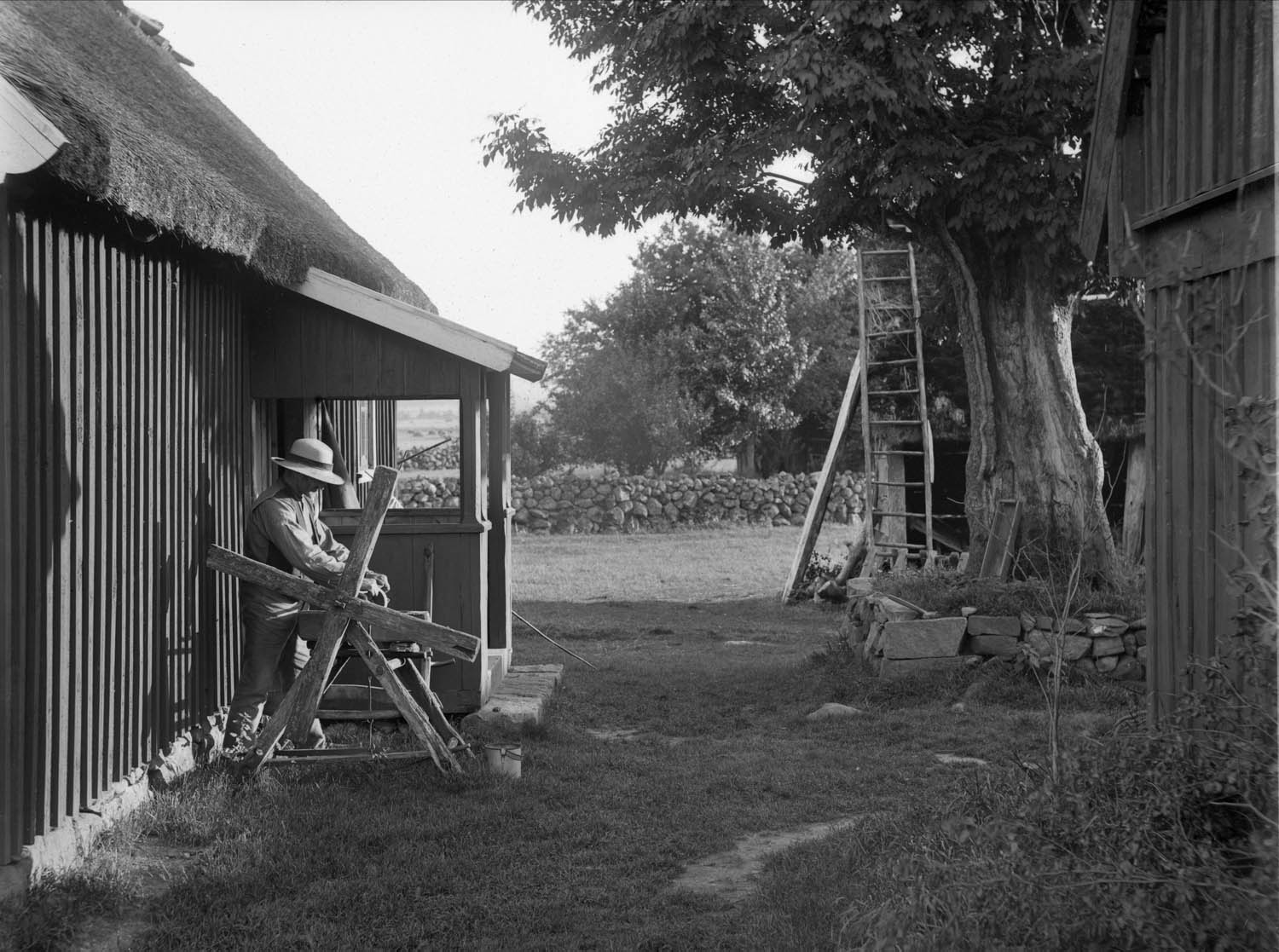
Kolář, Asige
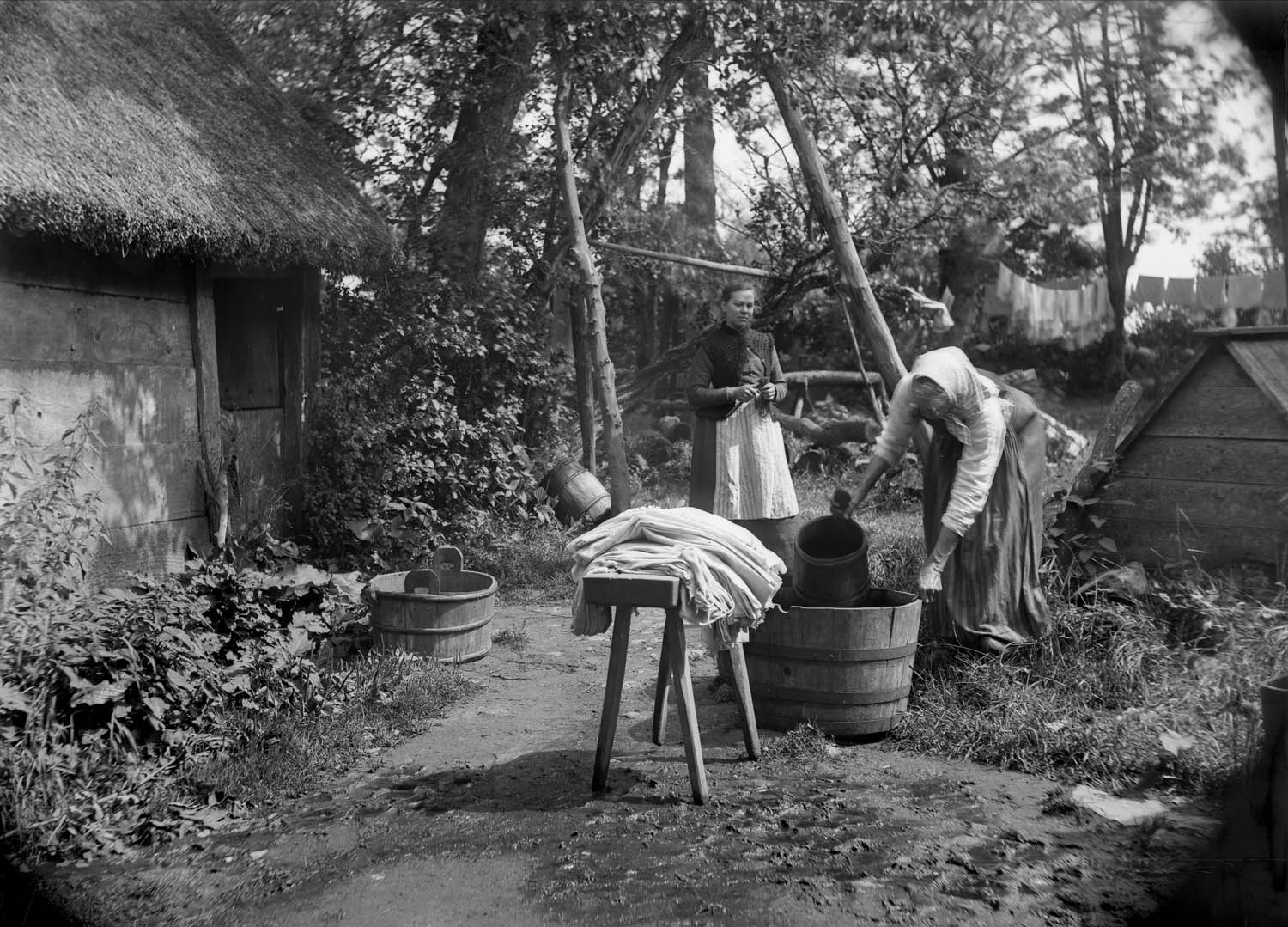
Halland, Årstads hd, Slöinge, Oktorp, Švédsko